# Колбејдн Сигтоурсон
Колбејдн Сигтоурсон (исл. Kolbeinn Sigþórsson; Рејкјавик, 14. март 1990) бивши је исландски фудбалер, који је играо на позицији нападача.

## Клупска каријера

### Копавогс
Сигтоурсон је каријеру започео у Викингуру прије него што је 2003. године прешао у млађу екипу ХК Копавогса. За сениорску екипу клуба је дебитовао 2006. године. Укупно је остварио пет лигашких наступа те остварио један погодак. Својом игром је брзо привукао интерес водећих европских клубова као што су Реал Мадрид и Арсенал код којег је био на двије пробе у Лондону прије него што се одлучио за холандски АЗ Алкмар.

### АЗ Алкмар
Придружио се АЗ-у 2007. године те је најприје играо међу младим узрастима клуба, прије него што је премјештен у сениорски састав 2010. године, након борби са озљедама. Свој деби у сениорима је остварио 5. августа 2010. године у утакмици квалификација за Европску лигу против ФК Гетеборг. Први погодак за клуб је постигао 29. августа 2010. године. 29. јануара 2011. године Сигтоурсон је постигао хет-трик већ у првом полувремену првенствене утакмице против ВВВ-Венлоа, те је на самој утакмици укупно постигао пет голова. Због одличне игре клуб је намјеравао задржати играча новим уговором, али он није био заинтересован. Након почетних интереса Борусије Дортмунд и Њукасл јунајтеда за играча, Холандски гигант Ајакс је послао службену понуду за Сигтоурсона од 2 милиона евра. И ако се играч договорио с новим клубом, преговори између ајакса и АЗ Алкмара су трајали неколико седмица прије него што је постигнут коначан договор.

### Ајакс
4. јула 2011. је објављено да је Колбејдн Сигтоурсон потписао уговор са Ајаксом у трансферу вриједном 4,5 милиона евра. У интервју који је ускоро дао, Колбејдн је изјавио да му се остварио сан да ради заједно са Денисом Бергкампом и Франк де Буром. Свој први погодак за нови клуб постигао је у пред сезонској пријатељској утакмици против Брондбија (погодак главом у 38. минути). 30. јула 2011. године играч је постигао први службени погодак за Ајакс у утакмици за Johan Cruijff Shield гдје је клуб изгубио 2:1 од ФК Твентеа. Први прволигашки гол дао је 14. августа 2011. године у високој побједи 5:1 против ФК Херенвен на домаћој Амстердам арени. Следеће седмице постигао је нови погодак против ВВВ-Венлоа те два против ФК Витесеа. Тиме је постигао скор од четири погодка у четири првенствене утакмице.

## Репрезентативна каријера
Сигтоурсон је наступао у свим младим репрезентативним категоријама (У17, У19, У21) прије него што је 2010. године дебитовао у Исландској репрезентацији.